# Аллисон, Сэмюэл Кинг
Сэмюэл Кинг Аллисон (англ. Samuel King Allison, 13 ноября 1900, Чикаго — 15 сентября 1965, Чикаго) — американский физик-экспериментатор и педагог, участник Манхэттенского проекта, за что в 1946 году был отмечен медалью «За заслуги». С 1943 года по 1944 год директор Металлургической лаборатории Чикагского университета, позже работал в Лос-Аламосской национальной лаборатории, участвовал в первом в мире испытании ядерного оружия — «Тринити». Член Национальной академии наук с 1946 года. После войны Аллисон активно участвовал в «движении ученых» за контроль ядерных вооружений и против секретности в науке.

## Ранние годы
Сэмюэл Кинг Аллисон родился в Чикаго, штат Иллинойс, 13 ноября 1900 года в семье директора начальной школы Сэмюэла Буэлла Аллисона. Учился в школе Джона Фиска (англ. John Fiske Grammar School) и школе Гайд-парк в Чикаго (англ. Hyde Park Academy High School). В 1917 году Аллисон поступил в Чикагский университет. Во время учёбы он представлял университет на соревнованиях по плаванию и водному баскетболу, хотя специализировался в области математики и химии. В 1921 окончил Чикагский университет, c 1921 по 1923 год работал над докторской диссертацией в области химии под руководством выдающегося американского учёного Уильяма Харкинса.
Получив докторскую степень, Аллисон с 1923 по 1925 год являлся научным сотрудником Гарвардского университета. С 1925 по 1926 год был научным сотрудником Института Карнеги. С 1926 по 1930 год занимался преподаванием физики в Калифорнийском университете в Беркли. Там он познакомился с Хелен Кэмпбелл, на которой вскоре и женился. У них было двое детей: сын Сэмюэл и дочь Кэтрин.

## Рентгеновское излучение
В 1930 году Аллисон возвращается в Чикагский университет, где изучает эффект Комптона и дифракцию рентгеновских лучей. В те годы рентгеновские лучи были главным инструментом исследования структуры атома, но принцип корпускулярно-волнового дуализма, продемонстрированный Артуром Комптоном, ещё не стал общепринятым. Уильям Дуэйн из Гарвардского университета стремился доказать, что интерпретация Комптона продемонстрированного им эффекта неверна. Дуэйн провёл серию экспериментов, но вместо опровержения нашёл неопровержимые доказательства того, что Комптон был прав. Аллисон принимал активное участие в деятельности Дуэйна. Одним из результатов его работы стало соавторство с Комптоном при написании учебного пособия «Теоретическое и экспериментальное изучение рентгеновского излучения» (англ. "X-rays in Theory and Experiment") в 1935 году, которое стало широко востребованным. Вместе с аспирантом Джоном Уильямсом Аллисон разработал спектрометр высокого разрешения.
В 1935 году Аллисон получил грант фонда Джона Саймона Гуггенхайма на продолжение научной деятельности в Кавендишской лаборатории Кембриджского университета в Англии под руководством будущего лауреата Нобелевской премии по физике Джона Кокрофта. Опубликовал статью в Кембриджском журнале математических трудов: «Опыты по эффективному получению и измерению периода полураспада изотопов углерода и азота» (англ. "Experiments on the Efficiencies of Production and the Half-Lives of Radio-Carbon and Radio-Nitrogen"). Он был настолько впечатлён генератором Кокрофта — Уолтона в Кавендишской лаборатории, что после возвращения в Чикаго построил там такой же. В 1942 году становится профессором Чикагского университета.

## Военные и последующие годы
В годы Второй мировой войны Аллисон принимал участие в научных разработках, связанных с обороной. С октября 1940 года по январь 1941 года он являлся консультантом Национального оборонного исследовательского комитета. В январе 1941 года приступил к работе для комитета по изучению возможности использования бериллия в качестве замедлителя нейтронов. Собранная им в Чикаго команда впоследствии переросла в Металлургическую лабораторию Чикагского университета «Манхэттенского проекта».
Во время Второй мировой войны, в 1944—1946 годах, работал в Лос-Аламосской лаборатории, принимая участие в «Манхэттенском проекте». В 1945 году во время испытания бомбы «Тринити» читал обратный отсчёт при помощи громкоговорителя. В 1946—1958 и 1963—1965 годах являлся директором Института ядерных исследований имени Э. Ферми в Чикаго. После войны Аллисон активно участвовал в «движении ученых» за контроль ядерных вооружений и против секретности в науке.

## Научная деятельность
Научные работы Аллисона посвящены исследованию рентгеновских лучей, ядерной физике, реакторостроению. В частности, в 1942 году он принимал участие в создании в Чикаго первого в мире ядерного реактора и осуществлении контролируемой цепной реакции.